# Entodon motelayi
Entodon motelayi är en bladmossart som beskrevs av Jean Édouard Gabriel Narcisse Paris 1904. Entodon motelayi ingår i släktet Entodon och familjen Entodontaceae. Inga underarter finns listade i Catalogue of Life.